# Primary van Louisiana 2012
De primary van Louisiana in 2012 was een voorverkiezing in de aanloop naar de Amerikaanse presidentsverkiezingen van 2012. De Republikeinse primary werd gehouden op 24 maart 2012, de Republikeinse caucus wordt gehouden op 28 april. De Democratische primary werd gehouden op 22 maart 2012.

## Democratische caucus
President Barack Obama werd uitgedaagd door drie andere kandidaten: John Wolfe jr., een advocaat uit Tennessee; Darcy Richardson, een weblogger uit Florida; en Bob Ely.
| Louisiana primary 2012 | Louisiana primary 2012 | Louisiana primary 2012 | Louisiana primary 2012 |
| Kandidaat              | Stemmen                | Percentage             | Gedelegeerden          |
| ---------------------- | ---------------------- | ---------------------- | ---------------------- |
| Barack Obama           | 115.087                | 76,45%                 | 62                     |
| John Wolfe, Jr.        | 17.804                 | 11,83%                 | 3                      |
| Bob Ely                | 9.895                  | 6,57%                  | -                      |
| Darcy Richardson       | 7.750                  | 5,15%                  | -                      |
| Onverdeeld             | 0                      | 0%                     | -                      |

## Republikeinse caucus

Resultaten van de Republikeinse caucus per county:
Mitt Romney
Rick Santorum

Louisiana heeft in totaal 46 gedelegeerden voor de Republikeinse Partijconventie. Daarvan worden er 20 verdeeld op basis van de uitslag van de primary, de overige 26 worden verdeeld door middel van een caucus. De 20 gedelegeerden werden proportioneel verdeeld over de kandidaten die ten minste 25% van het aantal stemmen kreeg. Een kandidaat die niet 25% van de stemmen kreeg, kreeg ook geen gedelegeerden, zelfs als ze daar recht op zouden hebben.
Op 24 maart werd Santorum tot winnaar uitgeroepen van de primary in Louisiana. Hieronder de officiële resultaten:
| Rick Santorum                 | 91.321                        | 48,99%                        | 13 | 10 | 10 |
| Mitt Romney                   | 49.758                        | 26,69%                        | 7  | 5  | 5  |
| Newt Gingrich                 | 29.656                        | 15,91%                        | 0  | 0  | 0  |
| Ron Paul                      | 11.467                        | 6,15%                         | 0  | 0  | 0  |
| Buddy Roemer                  | 2.203                         | 1,18%                         | 0  | 0  | 0  |
| Rick Perry                    | 955                           | 0,51%                         | 0  | 0  | 0  |
| Michele Bachmann              | 622                           | 0,33%                         | 0  | 0  | 0  |
| Jon Huntsman, Jr.             | 242                           | 0,13%                         | 0  | 0  | 0  |
| Randy Crow                    | 186                           | 0,10%                         | 0  | 0  | 0  |
| Niet verdeelde gedelegeerden: | Niet verdeelde gedelegeerden: | Niet verdeelde gedelegeerden: | 0  | 5  | 5  |
| Totaal:                       | 186.410                       | 100,00%                       | 20 | 20 | 20 |